# Admestina
Genre
Admestina est un genre d'araignées aranéomorphes de la famille des Salticidae.

## Distribution
Les espèces de ce genre se rencontrent dans l'Est des États-Unis et du Canada,.

## Liste des espèces
Selon World Spider Catalog (version 18.0, 03/03/2017) :
- Admestina archboldi Piel, 1992
- Admestina tibialis (C. L. Koch, 1846)
- Admestina wheeleri Peckham & Peckham, 1888

## Publication originale
- Peckham & Peckham, 1888 : Attidae of North America. Transactions of the Wisconsin Academy of Sciences, Arts, and Letters, vol. 7, p. 1-104 (texte intégral).